# Liste der Einträge im National Register of Historic Places im Gilliam County
Diese Liste der Einträge im National Register of Historic Places im Gilliam County enthält alle im Gilliam County, Oregon in das National Register of Historic Places eingetragenen Gebäude, Bauwerke, Objekte, Stätten oder historischen Distrikte.
Diese Liste ist vollständig mit dem Bearbeitungsstand vom 25. September 2015.

## Derzeitige Einträge
| [ 1 ] | Name                                | Bild                    | Eintragsdatum                 | Lage | Ort    | Beschreibung |
| ----- | ----------------------------------- | ----------------------- | ----------------------------- | --- | ------ | --- |
| 1     | S. B. Barker Building               | S. B. Barker Building   | 21. Feb. 1989 ID-Nr. 89000053 | 333 S. Main Street 45° 14′ 3,6″ N, 120° 11′ 6,2″ W | Condon | Erbaut 1903 im Zentrum von Condon, ist dieser im Italianate-Stil erbaute Kaufladen typisch für den Einzelhandel, der zu Beginn des 20. Jahrhunderts im Osten Oregons die Ranchen und Farmen versorgte. Die frühen Besitzer, Simon Bradbury Barker (Besitzer 1903–1918) und James Dunn Burns (Besitzer 1926–1986) waren führend in Wirtschaft und Politik des Gilliam County, und Barker wurde ein im gesamten Bundesstaat prominenter Geschäftsmann. |
| 2     | Condon Commercial Historic District | weitere Bilder          | 29. Mai 1998 ID-Nr. 98000609  | grob begrenzt von Ward St., Spring St. und Oregon St. sowie zwischen Walnut St. und Frazier St.; außerdem 122 N. Oregon St. 45° 14′ 10,1″ N, 120° 11′ 5,4″ W | Condon | 122 N. Oregon Street ist seit dem 16. Mai 2001 eine Vergrößerung des historischen Distrikts |
| 3     | Silas A. Rice Log House             | Silas A. Rice Log House | 31. Okt. 1991 ID-Nr. 91001556 | Oregon Route 19 bei Burns Park 45° 14′ 28,9″ N, 120° 10′ 45,2″ W                                                                                             | Condon | |